# Shawn Sawyers
Shawn Sawyers (ur. 19 września 1976 w Portmore) – jamajski piłkarz występujący na pozycji bramkarza.

## Kariera klubowa
Sawyers karierę rozpoczynał w 1995 roku w Portmore United. W 2000 roku zmienił on nazwę na Hazard United, ale w 2003 roku wrócił do nazwy Portmore United. Przez piętnaście lat gry dla tego klubu, zdobył z nim trzy mistrzostwa Jamajki (2003, 2005, 2008), cztery Puchary Jamajki (2000, 2003, 2005, 2007), a także wygrał rozgrywki CFU Club Championship (2005). W 2010 roku Sawyers odszedł do Humble Lions. W 2011 roku zakończył karierę.

## Kariera reprezentacyjna
W reprezentacji Jamajki Sawyers zadebiutował w 2002 roku. W 2005 roku został powołany do kadry na Złoty Puchar CONCACAF. Zagrał na nim w meczu z Meksykiem (0:1), a Jamajka zakończyła turniej na ćwierćfinale.
W latach 2002–2009 w drużynie narodowej Sawyers rozegrał 26 spotkań.